# Valerie Curtin
Valerie Curtin (Nueva York, 31 de marzo de 1945) es una actriz y guionista estadounidense.

## Biografía
Inició su carrera a comienzos de los años 1970, apareciendo principalmente en episodios de series de televisión. En 1974 obtuvo reconocimiento en su país con su papel como Vera en el filme de Martin Scorsese, Alicia ya no vive aquí. A partir de entonces figuró en producciones de cine y televisión como Todos los hombres del presidente, Silent Movie, El expreso de Chicago y Best Friends. En 1980 obtuvo una nominación a los Premios Óscar al mejor guion original por la película Justicia para todos.
Estuvo casada con el cineasta Barry Levinson entre 1975 y 1982. Es prima de la también actriz Jane Curtin.

## Filmografía destacada

### Cine
| Año  | Título                          | Personaje      | Observaciones |
| ---- | ------------------------------- | -------------- | ------------- |
| 1974 | Alice Doesn't Live Here Anymore | Vera           |               |
| 1976 | All the President's Men         | Milland        |               |
| 1976 | Mother, Jugs & Speed            | Naomi Fishbine |               |
| 1976 | Silent Movie                    | Enfermera      |               |
| 1976 | Silver Streak                   | Plain Jane     |               |
| 1977 | The Great Smokey Roadblock      | Mary Agnes     |               |
| 1978 | Rabbit Test                     | Pashima        |               |
| 1978 | A Different Story               | Phyllis        |               |
| 1980 | Why Would I Lie?                | Sra. Bok       |               |
| 1982 | Best Friends                    | Amiga de Paula | No acreditada |
| 1985 | Maxie                           | Sra. Sheffer   |               |
| 1986 | Down and Out in Beverly Hills   | Pearl Waxman   |               |
| 1986 | Big Trouble                     | Arlene Hoffman |               |

## Premios y reconocimientos
Premios Óscar
| Año  | Categoría            | Trabajo nominado    | Resultado |
| ---- | -------------------- | ------------------- | --------- |
| 1980 | Mejor guion original | Justicia para todos | Nominada  |